# Brodus Clay
George Murdoch (Pasadena, 21 de fevereiro de 1973) é um lutador de wrestling profissional estadunidense, mais conhecido como Brodus Clay. Ele atualmente trabalha para a Total Nonstop Action Wrestling sob o ring name Tyrus. Ele também foi participante da 4ª temporada da NXT, ficando em segundo lugar.
Murdoch também trabalhou como guarda-costas do rapper Snoop Dogg.

## Carreira

### World Wrestling Entertainment / WWE (2006–2014)

#### Deep South Wrestling (2006–2007)
Após ser contratado pela World Wrestling Entertainment (WWE), Murdoch foi mandado para a Deep South Wrestling (DSW), um território de desenvolvimento. Ele estreou em setembro de 2006, usando o nome de "G-Rila", um personagem rapper gangsta. Em sua primeira luta, em 7 de setembro, derrotou Big Bully Douglas. No mês seguinte, ele se tornou auxiliar do Urban Assault, uma dupla composta por Eric Pérez e Sonny Siaki. Em 14 de dezembro, Afa Jr. se uniu ao Urban Assault. Na semana seguinte o grupo atacou G-Rilla, o expulsando do grupo. No mesmo mês, Murdoch lutou duas lutas preliminares contra Scotty 2 Hotty antes do SmackDown! usando seu nome real, vencendo a primeira, mas sendo derrotado na segunda. No início de janeiro de 2007, G-Rilla começou uma rivalidade com Urban Assault, atacando seus membros durante as lutas. Ele, então, formou uma dupla com Freakin' Deacon, derrotando Urban Assault. Eles derrotaram outras duplas, como Frankie Coverdale e Bob Hoskins, o Samoan Fight Club de Siaki e Afa Jr., Shawn Osborne e Jon Bolen, e Robert Anthony e Johnny Curtis. Em março, eles enfrentaram os Campeões das Duplas da DSW, Team Elite (Mike Knox e Derrick Neikirk) duas vezes, sendo derrotados nas duas.

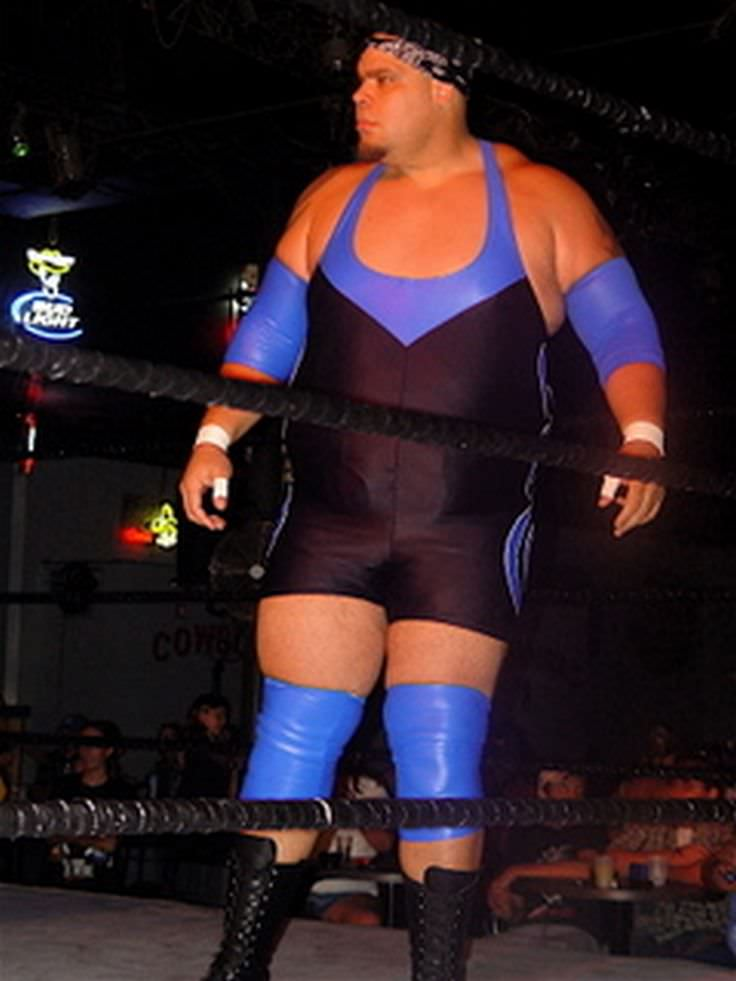
G-Rilla at an FCW event in 2007.

#### Florida Championship Wrestling (2007–2008; 2010)
Em junho de 2007, Murdoch foi transferido para a Florida Championship Wrestling (FCW), outro território de desenvolvimento, estreando em 26 de junho ainda sob o nome de G-Rilla, derrotando Shawn Osborne. Três meses depois, em 15 de setembro, G-Rilla venceu uma Battle Royal, se tornando o desafiante pelo FCW Southern Heavyweight Championship ao eliminar por último Teddy Hart. Ele desafiou Harry Smith pelo título em 25 de setembro, mas foi desqualificado, com Smith continuando como campeão. No mês seguinte, G-Rilla continuou sua rivalidade com Smith e Hart, que formavam a The Hart Dynasty com TJ Wilson e Ted DiBiase, Jr., se aliando com Osborne, Jake Hager e Afa, Jr. G-Rilla formou uma dupla com Robert Anthony em dezembro de 2007, mas acabou sendo demitido em 4 de fevereiro de 2008.
Em janeiro de 2010, Murdoch foi recontratado pela WWE, sendo novamente mandado para a FCW. Em março, Murdoch, novamente sob o nome de G-Rilla, formou uma aliança com The Uso Brothers, Tamina e Donny Marlow. Ele derrotou Jacob Novak e Rudy Parker, antes de mudar seu nome para "Brodus Clay", em maio. Em 16 de junho, Clay e Marlow desafiou Los Aviadores (Hunico e Épico) pelo FCW Florida Tag Team Championship, sendo derrotados. No mesmo mês, Clay e Marlow passaram a lutar sob o nome de The Colossal Connection ("A Conexão Colossal"). A Colossal Connection desafiou Los Aviadores pelo FCW Florida Tag Team Championship novamente em 1 de julho, vencendo por desqualificação após interferência dos Usos. Na mesma noite, a Colossal Connection derrotou os Usos por desqualificação, se tornando os desafiantes pelo FCW Florida Tag Team Championship após interferência dos Aviadores. Em 6 de agosto, a Colossal Connection competiu em uma luta Fatal Four Way pelo FCW Florida Tag Team Championship, mas Los Aviadores mantiveram seus títulos. Em 12 de agosto, Johnny Curtis e Derrick Bateman venceram uma luta Triple Threat, derrotando The Colossal Connection e Los Aviadores, ganhando o FCW Florida Tag Team Championship. Clay e Marlow desafiaram Curtis e Bateman pelos títulos, sendo derrotados.. Em outubro, Clay apareceu em um evento ao vivo, sendo derrotado por JTG.

#### NXT e SmackDown (2010–2011)
Durante o último episódio da terceira temporada do NXT, foi anunciado que Clay seria um dos rookies da quarta temporada, com Ted DiBiase e Maryse como seus mentores, "pros". Ele estreou no NXT em 14 de dezembro e 2010, derrotando, com DiBiase, a dupla de Byron Saxton e seu pro Chris Masters. Sua primeira derrota aconteceu na semana seguinte quando ele, DiBiase e Maryse foram derrotados por Saxton, Masters e Natalya. Clay venceu uma luta Fatal-Four-Way Elimination em 25 de janeiro, ganhando o direito de escolher um novo pro. Ele escolheu Alberto Del Rio, atacando DiBiase. Na semana seguinte, Clay derrotou DiBiase. No último episódio da temporada, em 1 de março, Clay perdeu a competição para Johnny Curtis, ficando em segundo lugar.
No Raw de 7 de março, Clay se tornou o guarda-costas de Alberto Del Rio, o substituindo em uma luta contra Christian, na qual foi derrotado. Durante a rivalidade entre Del Rio e Edge e Christian, Clay se aliou à Del Rio. Clay acompanhou Del Rio ao ringue no WrestleMania XXVII. Em 25 de abril, Del Rio foi transferido para o Raw durante o Draft, deixando Clay no SmackDown. A última aparição de Clay foi no Extreme Rules, em 1 de maio, onde interferiu na luta entre Christian e Del Rio. Depois de três meses fora dos ringues, Clay derrotou um lutador local chamado Pat Silva antes do Raw de 1 de agosto. Seu retorno à televisão aconteceu três dias depois, no WWE Superstars, onde novamente derrotou Silva. Nas semanas seguintes, no Superstars, Clay continuou a derrotar lutadores desconhecidos.

#### Funkasaurus e Tons of Funk (2012-2013)

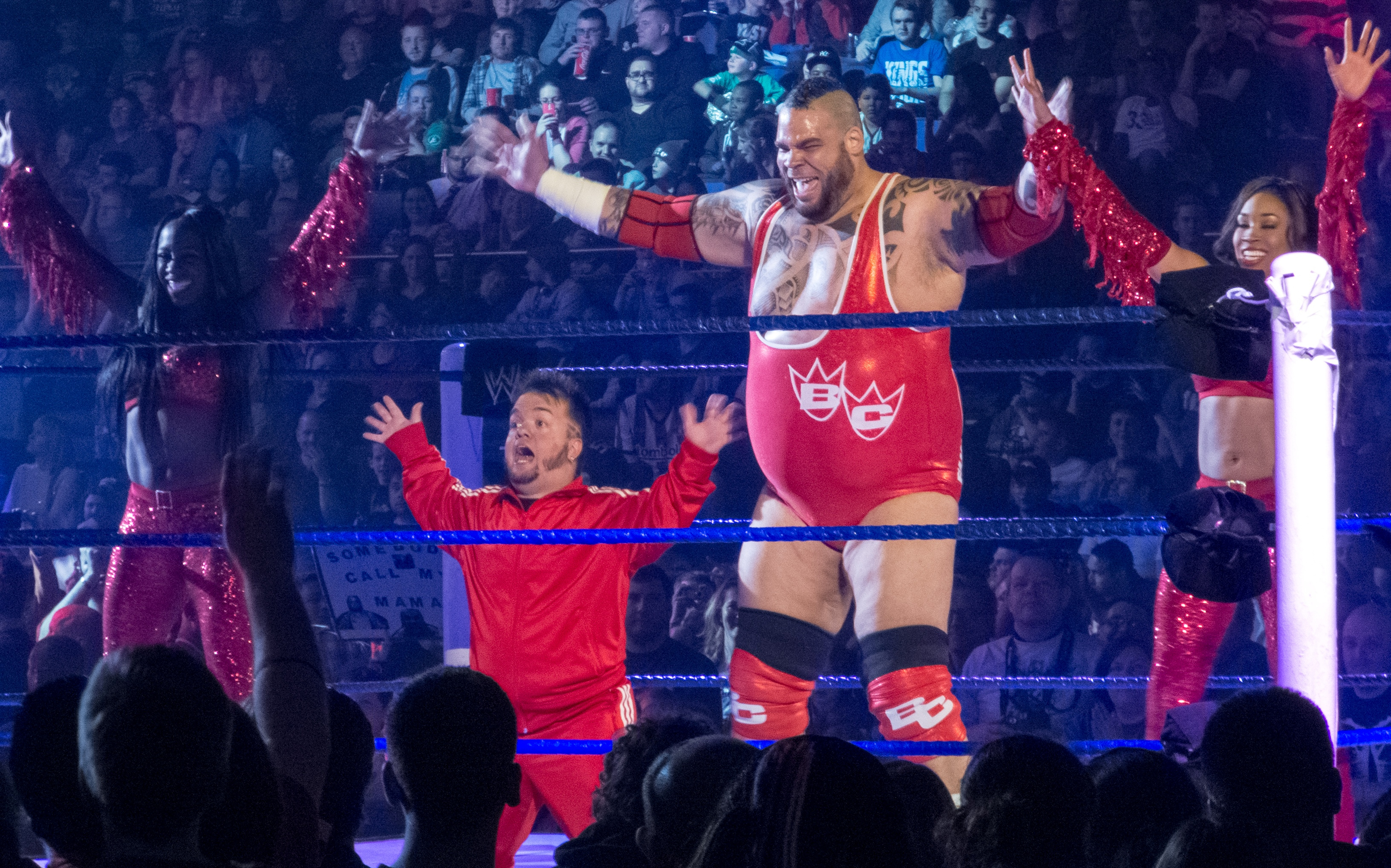
Clay dançando com as Funkadactyls e Hornswoggle.

Vídeos passaram a ser exibidos durante o Raw a partir do início de novembro, anunciando a estreia de Clay no programa. Ele estreou no Raw de 9 de janeiro, agora como um mocinho estilo-funk, acompanhado por dançarinas e rebolando durante as lutas. Ele derrotou, nas semanas seguintes, Curt Hawkins, Tyson Kidd, JTG e Heath Slater. No SmackDown de 20 de janeiro, Clay participou de um concurso de dança contra Vickie Guerrero, sendo interrompido por William Regal, a quem atacou. Ele fez sua primeira luta individual em um evento em pay-per-view no Royal Rumble, derrotando Drew McIntyre, após a qual, entrou em um hiato. Clay retornou no Raw de 12 de março, derrotando Jinder Mahal. No WrestleMania XXVIII, Clay participou de um segmento durante o qual dançava com "sua mãe". No Raw de 2 de abril, Clay salvou Santino Marella de um ataque de Dolph Ziggler e Jack Swagger. Nas semanas seguintes, Clay formou uma dupla com Hornswoggle contra Ziggler e Swagger. No Extreme Rules, Clay derrotou Ziggler.
Após um ataque de Big Show no Raw de 28 de maio, Clay foi transferido para o SmackDown, derrotando Derrick Bateman em sua estreia no programa, em 8 de junho. No mesmo dia, ele foi proibido por John Laurinaitis de aparecer no Raw para evitar que ele entrasse em confronto com Big Show.
No No Way Out, Clay derrotou o assistente legal de Laurinaitis, David Otunga, no pré-show, por contagem. Durante o evento, Clay interferiu, com outros lutadores, na luta entre Big Show e John Cena, impedindo que Show ganhasse a luta em uma jaula de aço, causando a demissão de Laurinaitis. Com isso, Clay voltou a lutar também no Raw. Em 25 de junho, ele foi derrotado por Big Show, acabando com seu recorde de 24 vitórias seguidas. Em agosto, Clay começou uma rivalidade com Damien Sandow. No Survivor Series, Clay fez parte de um time em uma luta de eliminação. Ele foi o primeiro e único eliminado de seu time, por Tensai. Seu time, no entanto, venceu o combate. Durante o Raw de 28 de janeiro de 2013, Clay e Tensai deveriam competir em uma luta vestindo lingerie. A luta foi mudada para uma competição de dança momentos antes, mas Clay não avisou Tensai, que acabou dançando com Brodus vestindo lingerie. Nas semanas seguintes, Tensai se tornou um mocinho, aliando-se a Clay. A partir do WWE Main Event de 27 de março, os dois passaram a se chamar Tons of Funk. Clay, Tensai, Cameron e Naomi deveriam enfrentar Team Rhodes Scholars e as Bella Twins no WrestleMania 29, mas a luta foi cortada por questões de tempo. No Raw da noite seguinte, Tons of Funk e as Funkadactyls derrotaram o quarteto.
Em novembro de 2013, Clay começou a mudar sua personalidade por inveja do sucesso do estreante Xavier Woods. No Raw de 9 de dezembro, Clay começou a mostrar características vilanescas ao atacar repetidamente Woods após derrotá-lo. No TLC: Tables, Ladders & Chairs, a atitude de Clay levou Tensai e as Funkadactyls a abandoná-lo no ringue para ser derrotado pela dupla de Woods, R-Truth. No Raw da noite seguinte, Clay se tornou um vilão definitivamente ao recusar-se a participar da luta entre Tons of Funk e Ryback e Curtis Axel, causando a derrota de Tensai. Após a luta, Clay atacou Tensai, até este ser salvo por Woods e R-Truth. As Funkadactyls, então, decidiram unir-se a Truth e Woods.

## TNA Wrestling (2014- presente)
Murdoch Fez seu debut na TNA com o nome "Tyrus" Derrotando Shark Boy

## No wrestling

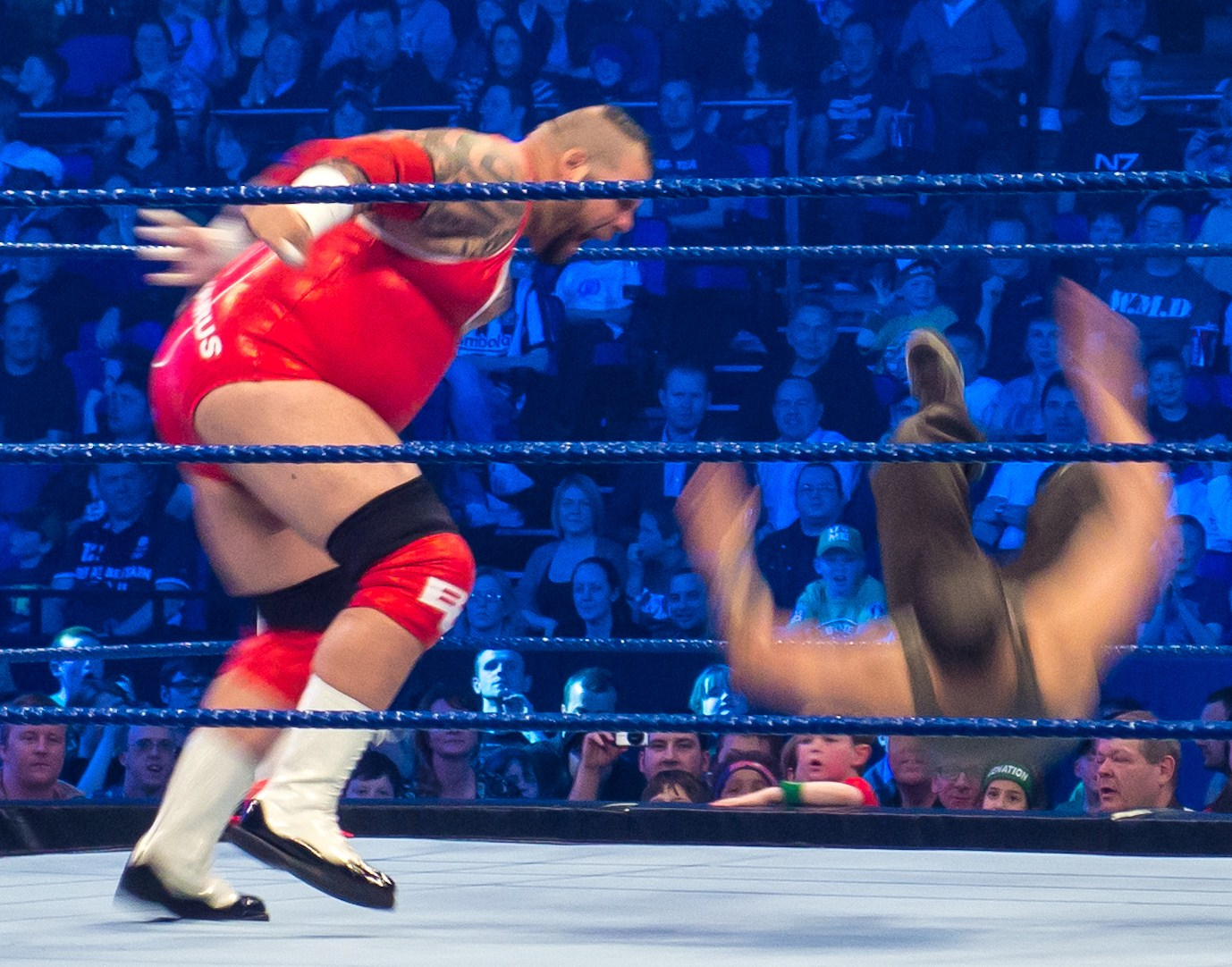
Clay aplicando um headbutt em Hunico.

- Movimentos de finalização
  - Ah, Funk It[47] / Fall of Humanity[48]  / What the Funk? (Running crossbody)[49] – 2011–presente
  - G-Grip[50] (FCW) / Tongan death grip em um chokeslam[51] (WWE)
  - ICU[3] (FCW) / Running splash[52] (WWE)
- Movimentos secundários
  - Backbreaker[53]
  - Body slam[54]
  - Clothesline[55]
  - Corner body avalanche[55]
  - Corner hip attack[56]
  - Elbow drop[50]
  - Falling powerslam[54]
  - Front powerslam[57]
  - Running headbutt[57]
  - Várias variações de suplex
    - Exploder[50]
    - Head and arm[58]
    - Overhead belly to belly[59]
    - Snap[60]

  - Nerve hold[50]
  - Seated senton[55]
  - Spinebuster[61]
- Managers
  - The Funkadactyls (Cameron & Naomi)
  - Hornswoggle
  - Dude Love[62]
- Lutadores de quem foi manager
  - Alberto Del Rio
- Alcunhas
  - "The Mastodon of Mayhem" ("O Mastodonte da Mutilação")[1]
  - "The Super Sexy Suplex Machine" ("A Super Sexy Máquina de Suplex")[3]
  - "The World's Biggest Suplex Machine" ("A Maior Máquina de Suplex do Mundo")
  - "Funkasaurus"
- Temas de entrada
  - "Realeza" por Jim Johnston e Mariachi Real de México (2010-2011; com Alberto Del Rio)
  - "Rip It Up" por Jim Johnston (4 de agosto de 2011 - 7 de novembro de 2011) (2013-2014)
  - "Somebody Call My Momma" por Jim Johnston (9 de janeiro de 2012 - 2013
  - "Trouble" (TNA 2014- Presente)

## Títulos e prêmios
- Pro Wrestling Illustrated
  - PWI o colocou na #185ª posição dos 500 melhores lutadores individuais em 2011[63]
- WWE
  - Slammy Award por Melhor Dançarino do Ano (2012)